# Circobotys heterogenalis
Circobotys heterogenalis là một loài bướm đêm trong họ Crambidae.